# 968 TCN
968 TCN là một năm trong lịch La Mã.